# 13344 Upenieks
13344 Upenieks è un asteroide della fascia principale. Scoperto nel 1998, presenta un'orbita caratterizzata da un semiasse maggiore pari a 2,8605258 au e da un'eccentricità di 0,0561718, inclinata di 1,77578° rispetto all'eclittica.